# Anastassija Wladimirowna Baryschnikowa
Anastassija Wladimirowna Baryschnikowa (russisch Анастасия Владимировна Барышникова; * 19. Dezember 1990 in Tscheljabinsk, Russische SFSR, Sowjetunion) ist eine russische Taekwondoin. Sie startet in der Gewichtsklasse bis 72 Kilogramm.
Ihre ersten internationalen Titelkämpfe bestritt sie bei der Europameisterschaft 2008 in Rom, wo sie bis ins Viertelfinale vordringen konnte. Im folgenden Jahr gewann sie ihre erste internationale Medaille. Bei der Weltmeisterschaft in Kopenhagen verlor sie erst im Halbfinale gegen Han Yingying und errang Bronze, bei der Junioreneuropameisterschaft in Vigo wurde sie Junioreneuropameisterin. Wiederum ein Jahr darauf gewann Baryschnikowa in Sankt Petersburg mit einem Finalsieg gegen Sandra Lorenzo auch im Erwachsenenbereich ihren ersten EM-Titel. Bei der Weltmeisterschaft 2011 in Gyeongju errang sie erneut Bronze, nach drei Siegen unterlag sie erst im Halbfinale gegen Gwladys Épangue. Bei der Europameisterschaft 2012 in Manchester wiederholte Baryschnikowa den Gewinn des EM-Titels mit einem Finalsieg über Milica Mandić.
Im Juli 2011 qualifizierte sich Baryschnikowa beim internationalen Qualifikationsturnier in Baku  in der Gewichtsklasse über 67 Kilogramm für die Olympischen Spiele in London. Dort gewann sie die Bronzemedaille, mit einem 7:6-Sieg über Lee In-jong.